# Грибов (Пољска)
Грибов (пољ. Grybów) је град у Пољској у Војводству Малопољском у Повјату новосонџецком. Према попису становништва из 2011. у граду је живело 6.261 становника.
.

## Становништво
Према прелиминарним подацима са пописа, у граду је 2011. живело 6.261 становника.
| 2002. | 2011. | 2012. |
| ----- | ----- | ----- |
| 6.269 | 6.261 | 6.175 |